# Лхунце
Лхунце (на дзонгкха: ལྷུན་རྩེ་རྫོང་ཁག་) е един от 20-те окръга на Бутан. Населението му е 14 437 жители (по преброяване от май 2017 г.), а площта 2851 кв. км. Намира се в часова зона UTC+6. ISO 3166 – 2 кодът му е BT-44.